# Ducado do Friul
O Ducado do Friul (em italiano: Ducato del Friuli) ou de Cividale foi um Estado que existiu na península Itálica de 569 a 828. Primeiro ducado instituído pelos lombardos na Itália, foi constituído por Alboíno e confiado a Gisulfo I do Friul.
Serviu como um importante Estado-tampão entre o reino Lombardo e os eslavos. Juntamente com os ducados de Espoleto, Benevento e Trento, os senhores do Friul frequentemente tentaram estabelecer sua independência da autoridade real, com sede em Pavia.

## História
Cividale, na província do Friul, (Venécia) foi a primeira localidade importante a cair sob domínio lombardo em 568 e constituía a via de acesso à Península Itálica pelo oriente. Alboíno, buscando garantir-se a retaguarda para proceder à invasão do vale do rio Pó, ali estabeleceu uma fortaleza capaz de resistir a um eventual ataque bizantino ou ávaro e de manter aberta a via de retirada à Panônia, e o confiou a Gisulfo, seu sobrinho e marpahis (escudeiro). Gisulfo foi nomeado Duque (dux), ou seja comandante militar, e o território sujeito a seu domínio foi o primeiro ducado lombardo na península. Desde sua origem, o ducado teve uma importância militar e política de primeiro plano. Tal condição foi mantida durante toda a época do Reino Lombardo, tanto que mais de um de seus duques se tornou rei dos lombardos. A principal cidade da província era a Aquileia romana, porém a capital lombarda do Friul era Forum Julii, a atual Cividale del Friuli.

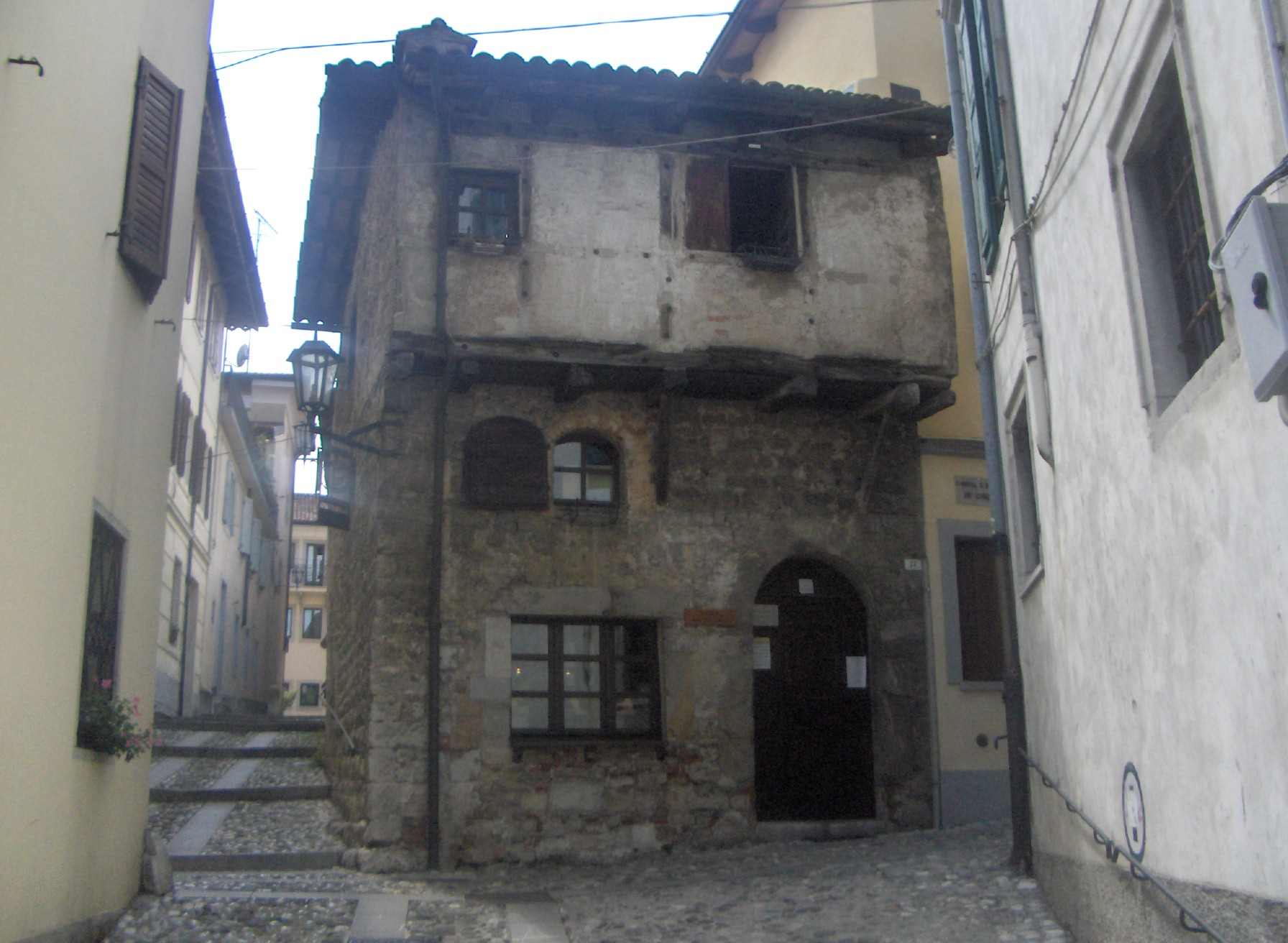
Casa medieval em Cividale del Friuli

Antes de continuar a penetrar na península, Alboíno colocou o governo do distrito sob o comando de seu sobrinho, Gisulfo I, que pôde escolher as faras, ou famílias nobres com as quais ele desejava colonizar o território. O ducado original tinha seus limites nos Alpes Cárnicos e Julianos ao norte e ao leste, e era praticamente inacessível por estas regiões; ao sul fazia fronteira com o Exarcado de Ravena (ficando privado assim de um litoral), e com uma planície que levava à Panônia - perfeito ponto de acesso para invasores, como os croatas, ávaros e, posteriormente, os magiares. Sua fronteira ocidental não foi definida originalmente, até que conquistas posteriores estabeleceram o Ducado de Ceneda, além do rio Tagliamento, entre os rios Livenza e Piave.
Em 615, a cidade de Concórdia foi conquistada, e, em 642, Opitérgio (atual Uderzo), à medida que os duques expandiam sua autoridade para o sul, contra o exarcado. Em 663, Cividale foi capturada brevemente pelos ávaros, porém Grimualdo I de Benevento a recapturou. Após o cerco de Pávia, em 774, Carlos Magno permitiu que Rodobaldo mantivesse o ducado. Quando, em 776, o último duque lombardo, Rodobaldo, se rebelou e foi morto em combate, Carlos Magno o substituiu com Macário.
Em seguida à queda do Reino Lombardo e à sua inclusão nos domínios de Carlos Magno, em 781, o ducado foi inserido no Regnum Italiae, confiado por Carlos  a seu filho Pepino.
O ducado seguiu sob o comando franco até 828, quando foi dividido em condados e se fragmentou. Acabaria sendo reformado posteriormente no Marquesado do Friul, em 846.